# Culicoides nairobiensis
Culicoides nairobiensis är en tvåvingeart som beskrevs av Glick 1990. Culicoides nairobiensis ingår i släktet Culicoides och familjen svidknott.
Artens utbredningsområde är Kenya. Inga underarter finns listade i Catalogue of Life.